# Драцена Брауна
Драцена Брауна (лат. Dracaena braunii) — древесное растение, вид рода Драцена (Dracaena) семейства Спаржевые (Asparagaceae). Родина вида — Камерун. Популярное комнатное растение.
В литературе по цветоводству растение чаще встречается как Драцена Сандера (Dracaena sanderiana), хотя по современной классификации это название является устаревшим синонимом

## Название
Научное название рода, Dracaena, в переводе означает «самка дракона». В современной литературе в качестве русского названия рода используется слово «драцена», ранее (например, в «Энциклопедическом словаре Брокгауза и Ефрона») род называли «драконник». У Владимира Даля в его «Толковом словаре» в качестве названия рода Dracaena приводится слово «драконка».
Видовое название дано в честь немецкого собирателя растений Йоханнеса М. Брауна (Braun, Johannes M. (1859-1893)).

## Ботаническое описание
Стройный прямостоячий кустарник, ветвящийся от основания. Все ветки растут практически вертикально. Листья серебристые, длиной до 25 см, нередко изогнутые; край листа волнистый, вдоль него расположены полоски, из-за которых лист выглядит пёстрым.

## Культивирование

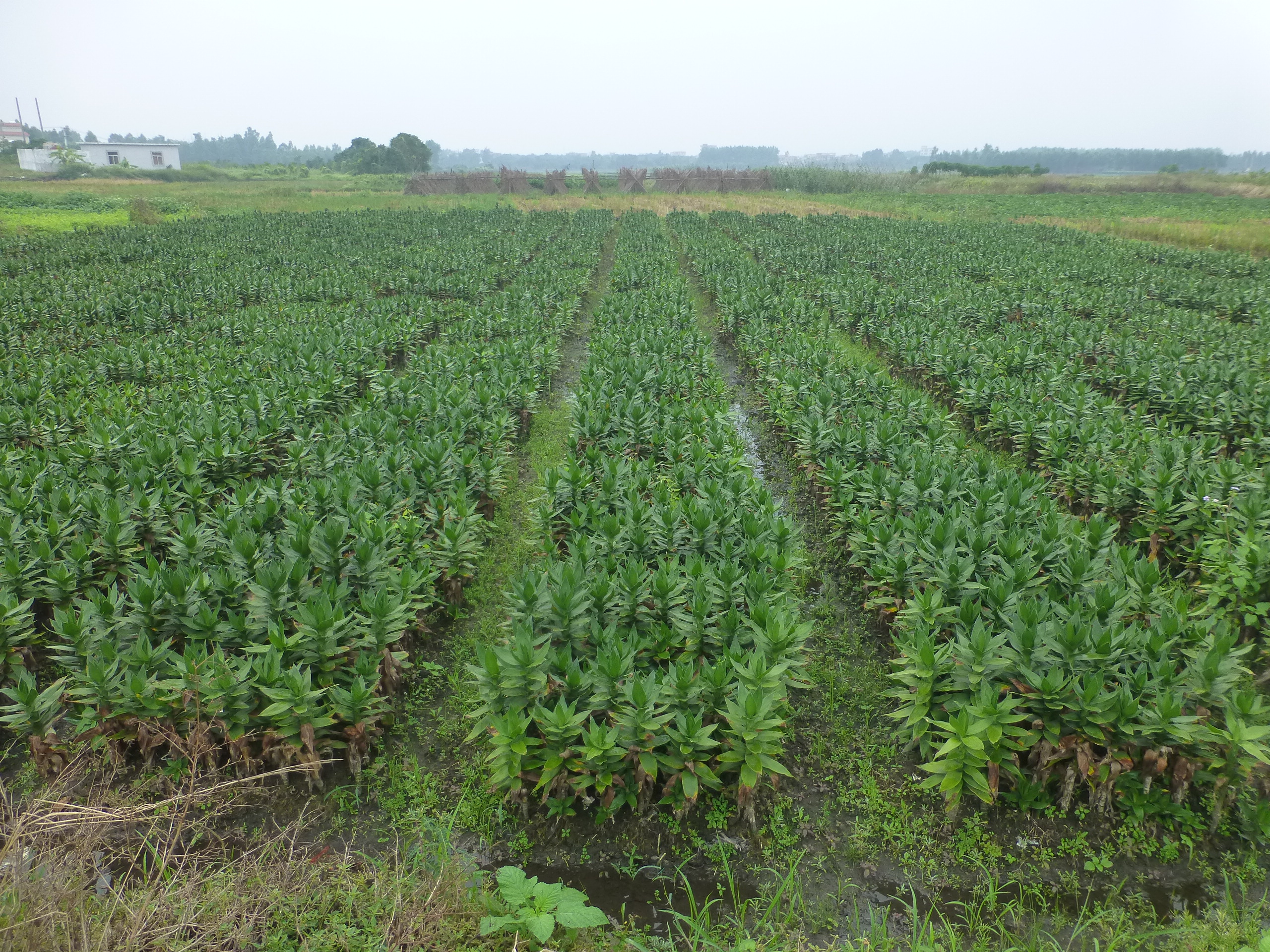
Поле драцены Брауна на острове Дунхай (провинция Гуандун) в Южно-Китайском море

Культивирование растений этого вида в открытом грунте возможно только в районах, относящимся к зонам морозостойкости от 10-й до 12-й (то есть минимальная температура, которую могут выдержать растения, составляет -1 °C).
Популярное комнатное растение. В комнатном садоводстве растение ценится за свой привлекательный вид.
Побеги продаются в цветочных магазинах под маркой «Lucky Bamboo» (англ. бамбук удачи, «счастливый бамбук»), хотя не имеют отношения к настоящему бамбуку. Отличается неприхотливостью, требует светлых, проветриваемых помещений. Хорошо переносит сухость воздуха и не требует постоянного опрыскивания. Драцена часто продаётся с корнями в воде, но выращивать её лучше в почве. При выращивании в воде её необходимо менять каждые две недели. Вода должна быть без хлора, для чего водопроводную воду нужно в течение дня держать на воздухе. Желательно непрямое солнечное освещение. Нельзя добавлять удобрение, так как от удобрения растение может погибнуть. Опрыскивать не желательно, особенно в зимнее время, лучше протереть влажной губкой. А когда побеги (ответвления, рожки) достигнут 10-13 см, их можно срезать, поставить в воду; когда пустят корни посадить в тяжёлую, а лучше в пальмовую землю, и вырастет полноценная ложная пальма — драцена. Место на срезе на драцене надо посыпать измельченным активированным углем. Витая форма может быть достигнута вращением растения по отношению к земле и направлению света.
По Фен-шую считается, что это дерево-талисман, приносящее в дом здоровье, счастье и удачу.